# Signature Move
Pour plus de détails, voir Fiche technique et Distribution.
Signature Move est un film américain réalisé par Jennifer Reeder, sorti en 2017.

## Synopsis
Zaynab, une Pakistanaise dans la trentaine, musulmane et lesbienne, vit à Chicago et prend soin de sa douce mère Parveen. 
Comme elle tombe amoureuse d'Alma, une femme mexicaine audacieuse et très vivante, Zaynab ira à la recherche de sa véritable identité.

## Fiche technique
- Titre original : Signature Move
- Réalisation : Jennifer Reeder
- Scénario : Lisa Donato, Fawzia Mirza (en)
- Producteur : Fawzia Mirza (en), Eugene Park, Brian Hieggelke
- Société de production : Chicago Film Project, Full Spectrum Features, Black Apple Media
- Pays d'origine :  États-Unis
- Langue originale : anglais, ourdou, espagnol
- Genre : Comédie dramatique, romance lesbienne
- Lieu de tournage : Chicago, Illinois, États-Unis
- Durée : 80 minutes (1 h 20)
- Date de sortie :
  -  États-Unis :
    - 11 mars 2017 au festival du film South by Southwest à Austin au Texas
    - 2 avril 2017 au festival international du film de Cleveland en Ohio

## Distribution
- Fawzia Mirza (en) : Zaynab
- Shabana Azmi : Parveen
- Sari Sanchez : Alma
- Audrey Francis : Jayde
- Charin Alvarez : Rosa
- Molly Brennan : Killian
- Mark Hood : Milo
- Molly Callinan : Ragina Cruz
- Minita Gandhi : Hina
- Mia Park (en) : client de librairie
- Connie Kincer : client achetant un masque

## Distinction
- Festival international du film lesbien et féministe de Paris 2017 : prix du meilleur long métrage[2]